# 바노우체나트베브라보우구

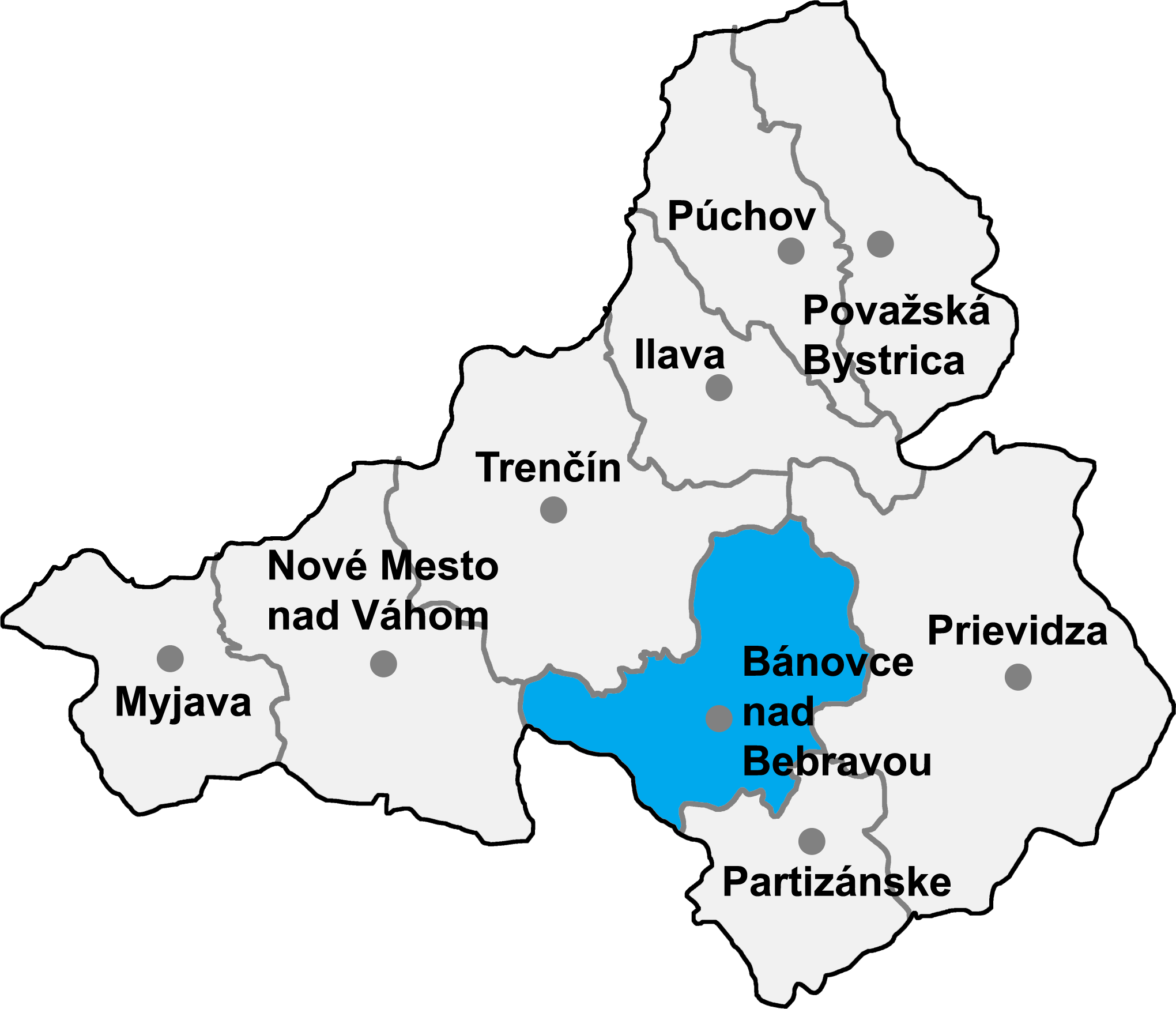
바노우체나트베브라보우구의 위치

바노우체나트베브라보우구(슬로바키아어: Okres Bánovce nad Bebravou)는 슬로바키아 트렌친주를 구성하는 9개 구 가운데 하나로 행정 중심지는 바노우체나트베브라보우이며 면적은 461.95km2, 인구는 36,833명(2014년 기준), 인구 밀도는 79.73명/km2이다.
트렌친주 남부에 위치하며 43개 지방 자치체(1개 시, 42개 마을)를 관할한다. 서쪽으로는 노베메스토나트바홈구, 북쪽으로는 트렌친구, 동쪽으로는 프리에비자구, 남쪽으로는 파르티잔스케구, 남서쪽으로는 니트라주 토폴차니구와 접한다.